# Albert Daille
Albert Daille est un homme politique français né le 19 janvier 1879 à Verdelais (Gironde) et décédé le 24 novembre 1941 à Montpezat-de-Quercy, dans le département de Tarn-et-Garonne.

## Biographie
Après ses études vétérinaires, il devient professeur à l'École nationale vétérinaire de Toulouse, et membre du Conseil supérieur de l'Assistance publique. Également vice-président de la Société d'agriculture de Tarn-et-Garonne, il est élu maire puis conseiller général de Montpezat-de-Quercy.
En 1933, profitant d'une élection législative partielle, il entre au Parlement comme député de Tarn-et-Garonne, inscrit au groupe du Parti radical-socialiste. Réélu en 1936, il s'intéresse essentiellement aux questions agricoles et de santé.
Le 10 juillet 1940, il vote en faveur de la remise des pleins pouvoirs au maréchal Pétain. Il se retire dans son village de Montpezat-de-Quercy et y décède un an et demi plus tard.